# Campania Puteolana Calcio 1986-1987
Questa pagina raccoglie i dati riguardanti il Campania Puteolana nelle competizioni ufficiali della stagione 1986-1987.

## Stagione
Nella stagione 1986-1987 la Campania Puteolana affidata al tecnico Gastone Bean disputa il girone B del campionato di Serie C1, ottiene il sesto posto in classifica con 36 punti. Al termine del girone di andata raccoglie 19 punti, a due punti dal vertice. Poi un calo nel girone di ritorno, con un discreto sesto posto finale. Nella Coppa Italia di Serie C la squadra campana arriva a disputare la finale, prima del campionato vince il girone Q di qualificazione eliminando Latina, Pro Cisterna ed Ischia. Poi nei sedicesimi di finale a gennaio 1987 elimina la Juve Stabia nel doppio confronto, negli ottavi di finale a febbraio elimina la Casertana, nei quarti di finale a marzo supera il Perugia, in semifinale elimina il Martina Franca, in finale cede nel doppio scontro al Livorno, vincendo (1-0) in casa e perdendo (3-0) a Livorno il 20 giugno 1987.

## Divise e sponsor
| Manica sinistra · Maglietta · Manica destra · Pantaloncini · Calzettoni |

## Organigramma societario
Area direttiva
- Presidente: Mario Giocondo Mauriello
- Segretario: Giuseppe Salvati
- Medici sociali: dott. Carlo Bilancio e dott. Giuseppe Di Ruggero

Area tecnica
- Allenatore: Gastone Bean
- Secondo allenatore: Francesco Mazzetti
- Massaggiatore: Catello Borrelli

## Rosa
| N. |                   | Ruolo | Calciatore          |
| -- | ----------------- | ----- | ------------------- |
|    | Italia (bandiera) | P     | Gigi Genovese       |
|    | Italia (bandiera) | P     | Pasquale Visconti   |
|    | Italia (bandiera) | D     | Fabrizio Bobbiesi   |
|    | Italia (bandiera) | D     | Giulio Cotecchia    |
|    | Italia (bandiera) | D     | Francesco Frascella |
|    | Italia (bandiera) | D     | Eduardo Gargiulo    |
|    | Italia (bandiera) | D     | Riccardo Laurenti   |
|    | Italia (bandiera) | D     | Giuseppe Spampinato |
|    | Italia (bandiera) | C     | Corrado Tovani      |
|    | Italia (bandiera) | C     | Giacomo Di Battista |
|    | Italia (bandiera) | C     | Giancarlo Marini    |

| N. |                      | Ruolo | Calciatore              |
| -- | -------------------- | ----- | ----------------------- |
|    | Italia (bandiera)    | C     | Luciano Mucci           |
|    | Argentina (bandiera) | C     | Cayetano Nestor Palermo |
|    | Italia (bandiera)    | C     | Giovanni Picasso        |
|    | Italia (bandiera)    | C     | Marco Rossi             |
|    | Italia (bandiera)    | C     | Giuseppe Scienza        |
|    | Italia (bandiera)    | C     | Fulvio Zuccheri         |
|    | Italia (bandiera)    | A     | Salvatore Campilongo    |
|    | Italia (bandiera)    | A     | Claudio Casale          |
|    | Italia (bandiera)    | A     | Antono Dell'Annunziata  |
|    | Italia (bandiera)    | A     | Simone Mucciarelli      |

## Risultati

### Serie C1 girone B

#### Girone di andata
| Arbitro: | Guidi (Bologna) |

|                 |           |              |
| Mucciarelli 21’ | Marcatori | 60’ De Canio |

| Arbitro: | Lo Russo (Milano) |

|             |           |           |
| Picasso 33’ | Marcatori | 82’ Crafa |

| Arbitro: | Bailo (Novi Ligure) |

|                   |           |                |
| Troise 35’ (rig.) | Marcatori | 65’ Campilongo |

| Pozzuoli 12 ottobre 1986 4ª giornata | Campania Puteolana | 0 – 0 | Foggia | Stadio Domenico Conte\| Arbitro: \| Bruni (Arezzo) \| |
| Arbitro:                             | Bruni (Arezzo)     |       |        |                                                       |

| Arbitro: | Lombardi (La Spezia) |

|               |           |  |
| G. Guerra 65’ | Marcatori |  |

| Arbitro: | Sanguineti (Chiavari) |

|            |           |  |
| Casale 46’ | Marcatori |  |

| Benevento 2 novembre 1986 7ª giornata | Benevento       | 0 – 0 | Campania Puteolana | Stadio Santa Colomba\| Arbitro: \| Guidi (Bologna) \| |
| Arbitro:                              | Guidi (Bologna) |       |                    |                                                       |

| Pozzuoli 9 novembre 1986 8ª giornata | Campania Puteolana  | 0 – 0 | Cosenza | Stadio Domenico Conte\| Arbitro: \| Manfredini (Modena) \| |
| Arbitro:                             | Manfredini (Modena) |       |         |                                                            |

| Arbitro: | Iori (Parma) |

|  |           |                  |
|  | Marcatori | 81’ Lamia Caputo |

| Martina Franca 23 novembre 1986 10ª giornata | Martina             | 0 – 0 | Campania Puteolana | Stadio Giuseppe Domenico Tursi\| Arbitro: \| Pomentale (Bologna) \| |
| Arbitro:                                     | Pomentale (Bologna) |       |                    |                                                                     |

| Arbitro: | Da Ros (Treviso) |

|                           |           |               |
| Campilongo 15’ Casale 80’ | Marcatori | 24’ Bartolini |

| Arbitro: | Satariano (Palermo) |

|              |           |  |
| Perrotta 52’ | Marcatori |  |

| Arbitro: | Boemo (Cervignano del Friuli) |

|                           |           |             |
| Campilongo 30’ Casale 80’ | Marcatori | 9’ Cozzella |

| Arbitro: | Lo Russo (Milano) |

|                      |           |            |
| Pederzoli 44’ (rig.) | Marcatori | 17’ Casale |

| Arbitro: | Falca (Pinerolo) |

|                              |           |           |
| Biasi 70’ (aut.) Scienza 74’ | Marcatori | 20’ Cerri |

| Teramo 11 gennaio 1987 16ª giornata | Teramo          | 0 – 0 | Campania Puteolana | Stadio Comunale\| Arbitro: \| Monni (Sassari) \| |
| Arbitro:                            | Monni (Sassari) |       |                    |                                                  |

| Arbitro: | Stafoggia (Pesaro) |

|                          |           |  |
| Casale 2’ Campilongo 38’ | Marcatori |  |

#### Girone di ritorno
| Arbitro: | Forte (Aosta) |

|                                                         |           |  |
| Casale 37’ M. Rossi 45’ Mucciarelli 59’ Di Battista 88’ | Marcatori |  |

| Brindisi 1º febbraio 1987 19ª giornata | Brindisi           | 0 – 0 | Campania Puteolana | Stadio Franco Fanuzzi\| Arbitro: \| Mazzetti (Firenze) \| |
| Arbitro:                               | Mazzetti (Firenze) |       |                    |                                                           |

| Arbitro: | Beschin (Legnago) |

|              |           |             |
| M. Rossi 54’ | Marcatori | 52’ Bonaldi |

| Foggia 15 febbraio 1987 21ª giornata | Foggia              | 0 – 0 | Campania Puteolana | Stadio Pino Zaccheria\| Arbitro: \| Bailo (Novi Ligure) \| |
| Arbitro:                             | Bailo (Novi Ligure) |       |                    |                                                            |

| Arbitro: | Guidi (Bologna) |

|               |           |  |
| G. Marini 35’ | Marcatori |  |

| Arbitro: | Trentalange (Torino) |

|                                 |           |                 |
| Sciannimanico 16’ D'Ottavio 54’ | Marcatori | 74’ Mucciarelli |

| Arbitro: | Sanguineti (Chiavari) |

|               |           |  |
| G. Marini 87’ | Marcatori |  |

| Arbitro: | Fiorenza (Siena) |

|                                              |           |  |
| Messina 3’ Giansanti 56’ (rig.) Galeazzi 79’ | Marcatori |  |

| Arbitro: | Conforti (Macerata) |

|                                        |           |  |
| Mainardi 9’ Lamia Caputo 51’ Mirra 73’ | Marcatori |  |

| Arbitro: | Cafaro (Grosseto) |

|                                           |           |  |
| M. Rossi 17’ Campilongo 58’ G. Marini 78’ | Marcatori |  |

| Arbitro: | Arcovito (Messina) |

|               |           |               |
| Garritano 29’ | Marcatori | 7’ Campilongo |

| Arbitro: | Frattin (Castelfranco Veneto) |

|                               |           |                |
| Mucciarelli 46’ G. Marini 65’ | Marcatori | 34’ Di Michele |

| Arbitro: | Beschin (Legnago) |

|                                  |           |            |
| Palanca 26’ (rig.) Chiarella 58’ | Marcatori | 71’ Casale |

| Arbitro: | Lombardi (La Spezia) |

|                 |           |            |
| Mucciarelli 82’ | Marcatori | 29’ Nuccio |

| Arbitro: | Girotti (Bologna) |

|                    |           |  |
| Lanci 20’ List 52’ | Marcatori |  |

| Pozzuoli 31 maggio 1987 33ª giornata | Campania Puteolana | 0 – 0 | Teramo | Stadio Domenico Conte\| Arbitro: \| Cesari (Genova) \| |
| Arbitro:                             | Cesari (Genova)    |       |        |                                                        |

| Licata 7 giugno 1987 34ª giornata | Licata            | 0 – 0 | Campania Puteolana | Stadio Dino Liotta\| Arbitro: \| Arcangeli (Terni) \| |
| Arbitro:                          | Arcangeli (Terni) |       |                    |                                                       |

### Coppa Italia

#### Finali
| Arbitro: | Monni (Sassari) |

|                   |           |  |
| Casale 81’ (rig.) | Marcatori |  |

| Arbitro: | Da Ros (Treviso) |

|                                        |           |  |
| Casilli 19’ Susi 35’ V. D'Agostino 46’ | Marcatori |  |